# William Hanley Trophy
William Hanley Trophy – nagroda przyznawana każdego sezonu dla najbardziej uczciwego sportowca Ontario Hockey League. Trofeum po raz pierwszy przyznano w sezonie 1974–1975. Wcześniej nazywała się ono Max Kaminsky Trophy.

## Lista nagrodzonych
- 2016–2017: Nick Suzuki, Owen Sound Attack
- 2015–2016: Mike Amadio, North Bay Battalion
- 2014–2015: Dylan Strome, Erie Otters
- 2013–2014: Connor McDavid, Erie Otters
- 2012–2013: Tyler Graovac, Belleville Bulls
- 2011–2012: Brandon Saad, Saginaw Spirit
- 2010–2011: Jason Akeson, Kitchener Rangers
- 2009–2010: Ryan Spooner, Peterborough Petes
- 2008–2009: Cody Hodgson, Brampton Battalion
- 2007–2008: Nick Spaling, Kitchener Rangers
- 2006–2007: Tom Pyatt, Saginaw Spirit
- 2005–2006: Wojtek Wolski, Brampton Battalion
- 2004–2005: Jeff Carter, Sault Ste. Marie Greyhounds
- 2003–2004: Andre Benoit, Kitchener Rangers
- 2002–2003: Kyle Wellwood, Windsor Spitfires
- 2001–2002: Brad Boyes, Erie Otters
- 2000–2001: Brad Boyes, Erie Otters
- 1999–2000: Mike Zigomanis, Kingston Frontenacs
- 1998–1999: Brian Campbell, Ottawa 67’s
- 1997–1998: Matt Bradley, Kingston Frontenacs
- 1996–1997: Alyn McCauley, Ottawa 67’s
- 1995–1996: Jeff Williams, Guelph Storm
- 1994–1995: Witalij Jaczmieniow, North Bay Centennials
- 1993–1994: Jason Allison, London Knights
- 1992–1993: Pat Peake, Detroit Compuware Ambassadors
- 1991–1992: John Spoltore, North Bay Centennials
- 1990–1991: Dale Craigwell, Oshawa Generals
- 1989–1990: Mike Ricci, Peterborough Petes
- 1988–1989: Kevin Miehm, Oshawa Generals
- 1987–1988: Andrew Cassels, Ottawa 67’s
- 1986–1987: Scott McCrory, Oshawa Generals i Keith Gretzky, Hamilton Steelhawks
- 1985–1986: Jason LaFreniere, Belleville Bulls
- 1984–1985: Scott Tottle, Peterborough Petes
- 1983–1984: Kevin Conway, Kingston Canadians
- 1982–1983: Kirk Muller, Guelph Platers
- 1981–1982: Dave Simpson, London Knights
- 1980–1981: John Goodwin, Sault Ste. Marie Greyhounds
- 1979–1980: Sean Simpson, Ottawa 67’s
- 1978–1979: Sean Simpson, Ottawa 67’s
- 1977–1978: Wayne Gretzky, Sault Ste. Marie Greyhounds
- 1976–1977: Dale McCourt, St. Catharines Fincups
- 1975–1976: Dale McCourt, Hamilton Fincups
- 1974–1975: Doug Jarvis, Peterborough Petes
- 1970–1974 nie przyznawano nagrody

Nagrodzeni "Max Kaminsky Trophy"
- 1969: Réjean Houle, Montreal Junior Canadiens
- 1968: Tom Webster, Niagara Falls Flyers
- 1967: Mickey Redmond, Peterborough TPT's
- 1966: Andre Lacroix, Peterborough TPT's
- 1965: Jimmy Peters, Hamilton Red Wings
- 1964: Fred Stanfield, St. Catharines Tee Pees
- 1963: Paul Henderson, Hamilton Red Wings
- 1962: Lowell MacDonald, Hamilton Tiger Cubs
- 1961: Bruce Draper, Toronto St. Michael’s Majors